# 坂本奈津美
坂本 奈津美（さかもと なつみ、1991年1月14日 - ）は、日本のフリーアナウンサー。TBSスパークル所属。

## 来歴
福島県出身。フェリス女学院大学文学部卒業。
大学時代には横浜国立大学・フェリス女学院大学合同の放送研究会に所属し、FMブルー湘南で放送される学生ラジオ番組のパーソナリティを務めていた。また大学3年時には、圭三プロダクションの若手アナウンサー養成機関である圭三塾に通っていた。このほか、第57回伊豆大島椿まつりの開催期間中（2012年1月 - 3月）に行われたミス椿の女王コンテストにも参加。このコンテストで第21代椿の女王に選ばれ、他の選出者たちとともに1年間伊豆大島の観光大使を務めた。
大学を卒業後、2013年4月に岩手朝日テレビ (IAT) に入社。同期に元同局アナウンサーの高井瑛子がいる。
2017年3月に岩手朝日テレビを退社し、キャスト・プラス所属のフリーアナウンサーとなる。その後、キャスト・プラスがTBSスパークルの事業の一部門となったことにより、2019年1月からTBSスパークル所属となる。

## 担当番組

### 学生時代
- EVENING ブルー湘南（FMブルー湘南） - 火曜パーソナリティ（2010年）

### 岩手朝日テレビ
- スーパーJチャンネルいわて - キャスター[1]
- いいコト! 見たい! 知りたい! 出かけたい! - 中継リポーター[1]
- IATニュース
- わくわく情報館
- 夏の高校野球岩手大会実況中継
- ふるさとバンザイ!（BS朝日） - 岩手朝日テレビ制作回中継リポーター

### フリー転向後
- ピタットTV（AGARUTV）[1]
- 満足！トレンドナビ（BS-TBS） - リポーター[1]
- アール・エフ・ラジオ日本 ニュースアナウンサー[1]
- NEWSチバ600→newsチバ（千葉テレビ放送、2020年4月 - 2021年12月） - 土日担当キャスター